# Craugastor gulosus
Espèce
Synonymes
- Lithodytes gulosus Cope, 1875
- Eleutherodactylus gulosus (Cope, 1875)

Statut de conservation UICN

 CR D : 
En danger critique
Craugastor gulosus est une espèce d'amphibiens de la famille des Craugastoridae.

## Répartition
Cette espèce se rencontre de 1 000 à 1 873 m d'altitude dans la cordillère de Talamanca au Costa Rica et au Panamá.

## Description
Le femelle holotype mesure 103 mm.

## Publication originale
- Cope, 1876 "1875" : On the Batrachia and Reptilia of Costa Rica : With notes on the herpetology and ichthyology of Nicaragua and Peru. Journal of the Academy of Natural Sciences of Philadelphia, sér. 2, vol. 8, p. 93–154 (texte intégral).